# Hà Văn Đại
Hà Văn Đại (1896-1964) đỗ Phó bảng, làm quan lại trong triều đại phong kiến cuối cùng của Việt Nam, sau đó tham gia trong chính quyền cách mạng Việt Nam dân chủ cộng hòa với chức vụ Chánh án Tòa án đệ nhị cấp Hà Tĩnh.

## Tiểu sử
Hà Văn Đại sinh năm 1896 tại xã Tiên Điền, huyện Nghi Xuân, tỉnh Hà Tĩnh, là con trai cả của cụ Hà Văn Kỳ, một nhà nho yêu nựớc, từng tham gia phong trào Cần Vương và đã bị bắt giam nhiều lần. Cụ Hà Văn Kỳ có lối sống cần kiệm nhưng tính tình khẳng khái, trọng nghĩa khinh tài, khi cần cứu giúp người thì không tiếc sức, tiếc của. Các con cụ đều chịu ảnh hưởng đức tính cao quý ấy.
Sau những năm đầu học chữ Hán với cha mình, đến 16 tuổi, Hà Văn Đại được gửi vào Huế học chữ Hán và cả chữ Pháp. Năm 19 tuổi Hà Văn Đại đỗ cử nhân và đến 23 tuổi thì đỗ Phó bảng khoa Kỷ Mùi năm Khải Định thứ tư (1919), khoa thi cuối cùng của nền khoa cử Hán học.
Vào khoảng 1925, sau khi cụ Phan Bôi Châu bị thực dân Pháp đưa về "an trí" ở Huế, cụ Phan Chu Trinh cũng đã về nước, phong trào chính trị ở cả 3 miền bùng lên sôi nổi. Hà Văn Đại liên lạc với những trí thức Tân tộc như thầy giáo Võ Liêm Sơn, Đốc học Lê Ấm (con rể cụ Phan Chu Trinh), Đốc học Nguyễn Đình Ngân, thầy giáo trường tư Đặng Chánh Kỷ, nhà viết báo Đào Duy Anh... cùng nhau lập nhóm tọa đàm về thời cuộc, thảo luận về văn thơ yêu nước của Phan Sào Nam, các tác phẩm của Mạnh-đức-tư-cưu, Lư thoa... và của Mác và Lênỉn.
Cuối 1926, được Võ Liêm Sơn và Đào Duy Anh giới thiệu, Hà Văn Đại tham gia Việt Nam Cách mạng đồng chí Hội (sau đổi thành đảng Tân Việt), sinh hoạt trong tiểu tổ của nhũng người làm ở nhà in báo Tiếng Dân của cụ Huỳnh Thúc Kháng. Giữa năm 1929, tiểu tổ này bị lộ, mỗi người một ngả. Hà Văn Đại tiếp tục cuộc đời một viên chức hạng thấp của Nam triều là Thừa phái bộ Công. Hơn 10 năm sau ông được bổ làm tri huyện Nghĩa Hành, một huyện miền núi Quảng Ngãi.
Đầu năm 1939, Mặt trận Bình dân ở Pháp sụp đổ, chiến tranh thế giới thứ II bùng nổ, quân Nhật kéo vào Đông Dương, thực dân Pháp cùng phát xít Nhật ra sức khủng bố cách mạng Việt Nam. Bắt đầu từ những năm 40, Hà Văn Đại được điều lên cấp tỉnh.
Năm 1943, khi ông đang giữ chức Án sát tỉnh Thanh Hóa, một số người thân Nhật ở địa phương muốn lợi dụng uy tín của Hà Văn Đại, có tiếng là một vị thanh quan, đã ra sức vận động ông vào đảng Đại Việt, nhưng ông cương quyết từ chối.
Khi nạn đói ngày càng trầm họng, Hà Văn Đại, đang làm Bố chánh Nghệ An, đã tích cực tham gia cứu đói. Ngoài việc cứu tế chung cho nhân dân trong tỉnh, ông tìm hết cách lo được 2,6 tấn gạo chở về Tiên Điền góp phần cứu đói cho đồng bào xã nhà.
Cuộc đảo chính ngày 09/3/1945 của quân Nhật diễn ra ở Vinh một cách nhanh gọn. Chính phủ Trần Trọng Kim vừa mới ra đời đã điều ngay Hà Văn Đại ra làm Tỉnh trưởng Thanh Hóa. Ngày 23/7/1945 tại phủ Hoàng Hóa, dân chúng bắt viên Tri huyện đang đi hành hạt, tước khí giới của lính bảo an rồi xông vào phủ lỵ tịch thu hết tiền bạc và súng đạn. Được tin, quân đội Nhật đang đóng tại thị xã Thanh Hóa, tức tốc định dùng vũ lực triệt hạ 2 xã Hải Châu và Hòa Lộc. Tỉnh trưởng Hà Văn Đại vội tìm cách ngăn chặn. Ông viện lý: việc này thuộc phạm vi cai trị của Nam triều, quân đội Nhật không có lý do gì để can thiệp. Cuộc tranh luận trở nên gay gắt nhưng cuối cùng phía Nhật chịu nhượng bộ. Vì thế dân 2 xã nói trên được bảo vệ an toàn.
Đầu tháng 8/1945, Chính phủ Trần Trọng Kim phế truất Tuần vũ Hà Tĩnh Nguyễn Khoa Nghi và Bố chánh Hà Tĩnh Đặng Thành Đôn vì tội tham nhũng và bất lực, ông Hà Văn Đại được điều về làm Tỉnh trưởng (Tuần vũ) Hà Tĩnh.
Cách mạng tháng Tám nổ ra, do có cảm tình với Việt Minh nên Hà Văn Đại đã tạo điều kiện thuận lợi việc bàn giao chính quyền cho Cách mạng.
Tháng 2-1946, ông được chính quyền cách mạng mời ra nhận chức Chánh án Tòa án đệ nhị cấp Hà Tĩnh, với nhiệm vụ tổ chức lại bộ máy tư pháp và phụ trách công tác xét xử của Tòa án trong tỉnh. Ông vui vẻ nhận lời và trở thành một người cán bộ gương mẫu của chính quyền cách mạng.
Năm 1955, ông được điều ra Hà Nội công tác ở Bộ Tư pháp, sau đó ở Tòa án tối cao. Đến giữa năm 1960, theo yêu cầu của việc dịch thuật và nghiên cứu Hán nôm của Nhà nước, ông chuyển sang Viện Văn học, công tác trong tổ nghiên cứu văn học cổ đại và cận đại Việt Nam. Lúc này ông có điều kiện phát huy sở học của mình. Ông tham gia biên dịch nhiều tác phẩm, như: Thơ văn Lý - Trần, Thơ văn yêu nước Việt Nam, Thơ Nguyễn Xuân Ôn..., về văn xuôi có Hiển học Khổng Mặc là một công trình nghiên cứu về triết học Trung Quốc.
Là một nhà Hán học vững vàng, bên cạnh việc dịch thuật, ông còn tham gia nghiên cứu và hiệu đính các công trình của nhiều người khác.
Ông được Nhà nước tặng thưởng Huân chương Kháng chiến hạng Nhì.
Đầu năm 1963, lúc đã 67 tuổi, ông về nghỉ hưu tại Hà Nội.
Ông mất ngày 4 tháng 6 năm 1964 tại Hà Nội, thọ 68 tuổi.

## Đời tư
Vợ ông là bà Nguyễn Thị Khuê, cháu nội Tiến sĩ Nguyễn Xuân Ôn, thủ lĩnh phong trào Cần vương ở Nghệ An.
Ông có một người con là Hà Văn Mạo, Giáo sư, Tiến sĩ y khoa, Thầy thuốc nhân dân; và một người cháu (gọi ông bằng bác ruột) là Hà Văn Tấn, Giáo sư, Nhà giáo nhân dân, Giải thưởng Hồ Chí Minh về khoa học.